# 253-as főút (Magyarország)
A 253-as főút nagyobbrészt Heves, kisebb részben Borsod-Abaúj-Zemplén vármegye területén húzódó főút, Eger térségét köti össze Mezőkövesddel.

## Nyomvonala
Az M25-ös autóút andornaktályai csomópontjától indul, a nyugati le- és ráhajtó ágak becsatlakozásától. Felüljárón áthalad az autóút felett, felveszi a keleti oldal le- és ráhajtó ágait, majd nem sokkal arrébb, körülbelül 500 méter megtétele után felüljárón áthalad a Füzesabony–Putnok-vasútvonal füzesabonyi vasút felett, az egykori Andornaktálya alsó megállóhely térsége mellett.
Első kilométeréig keletnek halad, ott találkozik az Eger-patakkal és annak folyását követve délebbre fordul. Másfél kilométer után lép át Nagytálya külterületére, majd nem sokkal a 2. kilométere előtt ismét keletnek fordul és átlép az Eger-patak túlsó partjára. Kevéssel ezután, a 2+100-as kilométerszelvénye közelében körforgalommal keresztezi a 2501-es utat, amely itt 7+900-as kilométerszelvénye közelében jár.
Ötödik kilométere után lép át Ostoros területére, majd 7,5 kilométer megtétele után keresztezi az Ostoros-patakot, és egyben Novaj község határát. Ott, nem sokkal a 8. kilométere után beletorkollik a 2503-as út, 13,5 kilométer megtétele után, ezután újabb 1 kilométerrel átlép Mezőkövesd területére és egyben Borsod-Abaúj-Zemplén vármegyébe. A 3-as főút Mezőkövesdet elkerülő szakaszába becsatlakozva ér véget, annak 137,400-as kilométerszelvénye közelében. Egyenes folytatása a 2502-es út, mely a város központjába vezet. 
Teljes hossza az országos közutak térképes nyilvántartását szolgáló kira.gov.hu adatbázisa szerint 12,138 kilométer.

## Települések az út mentén
- Andornaktálya
- (Nagytálya)
- (Ostoros)
- (Novaj)
- Mezőkövesd

## Története
2020-ig teljes egészében a 2502-es út része volt, az Eger térségének közlekedési fejlesztéseit célzó program keretében fejlesztették fel és minősítették át főúttá.